# Herman Neander

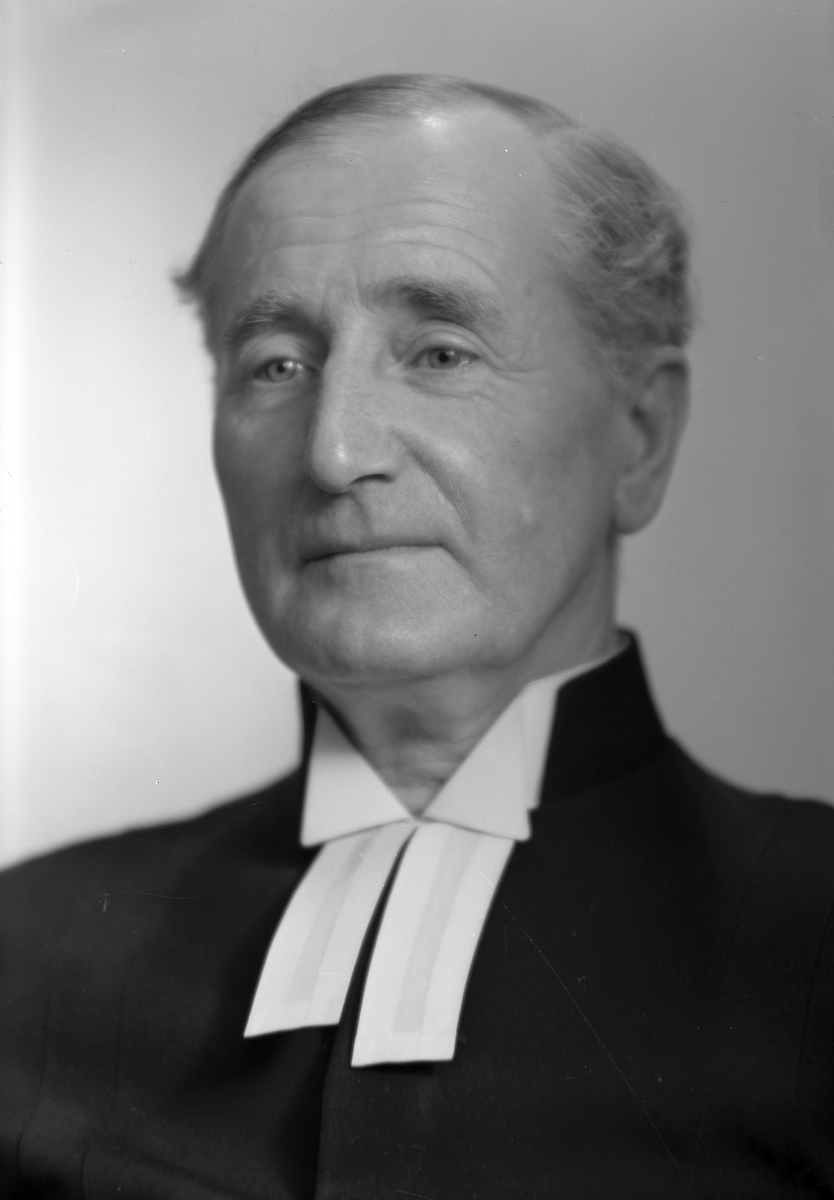
Kyrkoherde Herman Neander.

Jakob Herman Natanael Neander, född 19 mars 1885 i Finnerödja, död 19 juni 1953 i  Gävle Staffans församling i Gävle, var en svensk präst.

## Biografi
Neander blev teologie kandidat vid Uppsala universitet 1909, komminister i Ockelbo 1914–20, teologie licentiat 1924, kyrkoherde i Estuna 1920–34, teologie hedersdoktor i Marburg 1925, kontraktsprost i Lyhundra kontrakt 1931–35, kyrkoherde i St Staffans församling 1935. Han arbetade efter första världskriget på uppdrag av Svenska Röda Korset och ärkebiskop Nathan Söderblom bland krigsfångar i Europa och Asien och deltog i de kyrkliga enhetssträvandena, särskilt med hänsyn till förbindelsen med Orientens kyrkor. Neander var mångårig styrelseledamot av Sveriges Religiösa Reformförbund och under åren 1938–39 dess ordförande efter att grundaren Emanuel Linderholm avlidit. Han medarbetade under signaturen H.N-r i Svensk uppslagsbok. 
Neander var son till folkskolläraren Jakob Neander (1844–1904) och dennes hustru Kristina Eriksson (1847–1915). Han var bror till Gustaf Neander. Han gifte sig 20 september 1913 med  Hildur Elisabet Andersson och fick tillsammans med henne två döttrar.